# Star and Sky: Sky in Your Heart
Star and Sky: Sky in Your Heart (ขั้วฟ้าของผม) é uma série de televisão tailandesa produzida pela GMMTV em colaboração com o Studio Wabi Sabi e exibida pela GMM 25 de 3 de junho  a 22 de julho de 2022, dirigida por Siwaj Sawatmaneekul (New) e estrelada por Jirakit Thawornwong (Mek) e Jiruntanin Trairattanayon (Mark). Sky in Your Heart é a segunda parte da Star and Sky Series, depois de Star in My Mind (2022).
Sky in Your Heart foi apresentado como um dos eventos "GMMTV 2022: Borderless" da GMMTV em 1º de dezembro de 2021. Estreou oficialmente em 3 de junho de 2022 na GMM 25, indo ao ar todas as sextas-feiras às 20h30 IST (8:30pm). Terminou em 22 de julho de 2022, após 8 episódios.

## Sinopse
Forçado a subir as montanhas com seus amigos Mesa (Arm Weerayut) e JJ (Mike Chinnarat) após dirigir alcoolizado, o Dr. Kuafah (Mek Jirakit) conhece o professor voluntário Prince (Mark Jiruntanin). Os dois se desprezam desde o primeiro encontro. Apesar das diferenças, quanto mais discutem, mais se entendem.

## Elenco

### Principal
- Jirakit Thawornwong (Mek) como Khuafah
- Jiruntanin Trairattanayon (Mark) como Prince

### Recorrente
- Archen Aydin (Joong) como Khabkluen
- Natachai Boonprasert (Dunk) como Daonuea
- Weerayut Chansook (Arm) como Mesa, amigo de Kuafah
- Chinnarat Siriphongchawalit (Mike) como JJ, amigo de Kuafah
- Jirakit Kuariyakul (Toptap) como Ou
- Napat Patcharachavalit (Aun) como Sinsia
- Sureeyares Yakares (Prigkhing) como Yaya
- Supoj Janjareonborn (Lift) como chefe da aldeia

### Convidado
- Supawadee Khunthi (Tonkaow) como aldeã (Ep. 2)
- Ratchapong Anomakiti (Poppy) como Buay, noivo de May (Ep. 3)
- Thanawin Pholcharoenrat (Winny) como Ne (Ep. 8)
- Thinnaphan Tantui (Thor) como Noel (Ep. 8)
- Chayakorn Jutamas (JJ) como Pokpong (Ep. 8)
- Orn-anong Panyawong (Orn) como mãe de Prince